# Río Uso
El río Uso (宇曽川 Uso-gawa?) es un río localizado en la prefectura de Shiga, Japón. Su longitud es de 22 km y la superficie de su cuenca, de 65 km². Nace en las montañas Suzuka, y desemboca en el lago Biwa.

## Localidades
El río atraviesa o forma los términos de las siguientes localidades: 
Prefectura de Shiga
Higashiōmi, Aishō, Toyosato, Hikone
- Datos: Q5413196
- Multimedia: Uso River (Shiga, Japan) / Q5413196